# Соломон Кейн (фильм)
«Соломон Кейн» (англ. Solomon Kane) — приключенческий художественный фильм английского постановщика Майкла Бассетта с Джеймсом Пьюрфоем в главной роли по мотивам цикла рассказов Роберта Говарда об одноимённом персонаже. Фильм снят совместно студиями Франции, Великобритании и Чехии. Несмотря на получение прав на экранизацию ещё в 1997 году, съёмки начались только в январе 2008 года.
Фильм является оригинальной историей персонажа по имени Соломон Кейн и задумывался изначально как первая часть трилогии. Сюжет повествует об искуплении многочисленных грехов Кейна в бытность его капером на службе английской королевы и очищении души путём спасения невинных пуритан от засилья тёмного колдуна. Основные съёмки проводились в Чешской Республике. Впервые фильм был показан на Международном кинофестивале в Торонто в 2009 году. В широкий прокат во Франции, Испании и Великобритании выпущен в конце 2009—начале 2010 года. В России фильм вышел в прокат 31 декабря 2009 года.
Сценарий впоследствии был новеллизирован знаменитым писателем в жанре фэнтези Рэмси Кэмпбеллом.

## Сюжет
История берет свое начало в 1600 году. Английский капер Соломон Кейн, жестокий и алчный мясник, возглавил английскую эскадру против одной из крепостей в Северной Африке, занятой янычарами. Огнём и железом подавив сопротивление, Соломон и его люди прорываются к тронному залу крепости, где хранятся сокровища местного паши. У входа в зал стоят множество темных зеркал, через которые демоны утаскивают в Ад бойцов Соломона одного за другим. В конце концов, Кейн в одиночку входит в зал, где в центре лежит золото, а недалеко от него изуродованный труп паши. Позже весь свет меркнет и на троне появляется чёрная фигура с огненным мечом, называющая себя Жнецом Дьявола. Жнец говорит Соломону, что Дьявол истребовал получить душу капера в уплату некой «сделки». Несмотря на силу демона, Соломон дает ему достойный отпор, но, понимая, что не победит, бросается в море из окна башни. Напоследок Жнец говорит, что душа Кейна проклята и ему никуда не деться, ведь Дьявол долгов не прощает.
Проходит год. Соломон живёт отшельником в одном из монастырей на юге Англии, где проводит время в молитвах, изрезав своё тело заклинаниями и святыми символами, которые уберегают его от Жнеца. По ночам его преследуют кошмары и видения прошлого. Много лет назад Соломон был младшим сыном семьи Кейнов, которой принадлежит замок Аксмус в землях между Сомерсетом и Девонширом. Его отец, Джозеф, хотел чтобы сын принял сан и стал священником с тем, чтобы старший брат Соломона, Маркус, унаследовал титул. Соломон был против ссылки в аббатство и потому ушёл из дома, после чего Джозеф официально отрекся от сына. Готовясь наняться матросом на один из кораблей, Соломон увидел, как Маркус пытается изнасиловать деревенскую девушку, и сумел остановить брата, но сам получил от него шрам на щеке. Кичащийся своим положением Маркус подтащил Соломона к обрыву, показывая, что вся земля теперь его, а Соломон умрет нищим бродягой; однако Маркус поскользнулся и упал с обрыва. Думая, что в смерти брата заподозрят его, Соломон покинул Англию, решив никогда не возвращаться.
Настоятель монастыря, где прячется Соломон, во время прогулки напрямую говорит Соломону, что он больше не может прятаться за стенами монастыря и должен покинуть его. Несмотря на нежелание возвращаться в мир, где господствует Зло, Соломон покидает обитель и движется по землям, где свирепствует чума и банды разбойников. Настоятель рассказывает одному из монахов, что Господь явился ему во сне и велел отправить Соломона в дорогу, ведь к искуплению ведут много дорог, и не все они мирные.
В странствиях на Соломона нападают несколько бандитов, посчитавших находящиеся при нём оккультные тексты за чернокнижничество. Его сначала хотят сжечь как колдуна, но после просто оглушают и бросают в лесу. Соломона подбирают и выхаживают Кроуторны, семья пуритан, держащие свой путь в Новый Свет. Соломон не скрывает от них своего прошлого, рассказывая что был капером и служил под началом Фрэнсиса Дрейка. Главе семьи, Уильяму, Кейн добавляет и то, что за ним охотятся Силы Ада и с ним не безопасно, но Уильяма это не пугает, он говорит, что какой бы грех не был за душой человека, не искупить его невозможно. Так Соломон продолжает путь вместе с Кроуторнами. Юная дочь Уильяма Мередит проникается симпатией к страннику и даже шьёт ему новую одежду взамен его лохмотьям паломника. По дороге Соломон и Кроуторны натыкаются на место сожжения ведьмы, вокруг которого были лишь трупы и одна перепуганная девочка. Ночью она рассказывает, что ведьма сожгла глаза всем, кто хотел посмотреть на её корчи на костре. Соломон чувствует подвох и настаивает на том, чтобы дать девочке нательный крестик как оберег, если ведьма вернется. Однако вскоре оказывается, что девочка и есть ведьма, сменившая облик. Перед тем как исчезнуть, она «метит» Мередит странным пятном на ладони, а Кейну говорит, что Дьявол все ещё ждет его.
Проходит день или два. Кроуторны движутся через лесную чащу вдали от основной дороги и, по совету Соломона, не разжигают большие костры. Мередит все больше беспокоит темное пятно на ладони девочки, оставленное ведьмой. Оказывается, что в лесу свирепствуют разбойники, чьи глаза черны, а кожа покрыта язвами, а ведет их Оверлорд — высокий рыцарь в кожаной маске. Они хватают крестьян и загоняют их в решетчатые повозки, увозя в неизвестном направлении. Разбойники атакуют стоянку Кроуторнов и берут несколько из них в плен. Соломон пытается вести переговоры с рыцарем, но безуспешно. Двоих молодых людей, Эдварда и Сэмюэля, убивают, Уильям тяжело ранен. В конце концов, Соломон Кейн делает то, что он умеет лучше всего на свете — хладнокровно убивает разбойников, которые после смерти принимают человеческий облик. Но Оверлорд увозит Мередит. В разрушенном лагере остались только тяжело раненный Уильям и его жена Катерина. Перед смертью Уильям берет с Соломона клятву, что тот спасет Мередит, убежденный, что за это Соломон получит отпущение всех грехов. Катерина остается похоронить мужчин, отдав медальон с портретом Мередит Соломону, который, взяв дорожный плащ и завязав шарф Мередит как кушак, отправляется в дорогу.
Проходит три дня охоты. То тут, то там, Соломон сражается с черноглазыми разбойниками и освобождает захваченных в плен крестьян, но Мередит среди них нет. Так он добирается до полуразрушенной церкви, где молится о пути, чтобы найти девушку, но находит одичавшего священника, отца Майкла. Тот рассказывает, что Соломон в пограничных землях Сомерсета и Девоншира, а черноглазые разбойники — это Рейдеры Малахии, некогда целителя, который продал душу Дьяволу ради Тайных Знаний и стал чернокнижником. Ночью Соломон слышит странные звуки, и оказывается, что в катакомбах под церковью Майкл прячет от света свою паству - гулей, измененных колдовством местных жителей, ставших монстрами-трупоедами. Майкл пытается скормить им и Соломона, но тому удаётся сбежать. Он вновь встречает уже знакомых ему разбойников, избивших его, ставших Рейдерами и успевших обезглавить отца Майкла. Двоих из них он побеждает на мечах, а третьего держит над люком в катакомбы, спрашивая про Мередит. Рейдер говорит, что она мертва, после чего Соломон бросает его гулям на съедение.
Соломон считает, что его миссия провалена, и находит утешение в таверне, где его узнает один из его бывших матросов, который теперь состоит в крестьянском сопротивлении против Рейдеров. На рассвете Соломона хватают и распинают на площади деревни. Внезапно он видит Мередит в одной из решетчатых повозок, и это придает ему новые силы. Он стягивает себя с гвоздей и падает наземь, а члены сопротивления уносят его в свое убежище. Там его лечит знахарка, хоть он и не рад тому, что его лечит «богохульная магия». На собрании лидеров сопротивления Соломон узнает, что Малахия окопался в замке Аксмус, родовом гнезде Кейнов. Так как Соломон вырос там, он без труда проводит бойцов сопротивления прямо во двор замка, где встречает и убивает ведьму, заклеймившую Мередит.
Начинается битва. Соломон отделяется от остальных и открывает камеры темниц. В одной из них он находит дряхлого старика, прикованного цепью к стене. Этим стариком оказывается Джозеф Кейн. Соломон пытается высвободить его, но в цепях чёрной магии не меньше, чем железа, и потому отец навечно прикован к своему замку. Соломон пытается оправдаться перед отцом за прошлое и говорит, что в смерти брата он не виновен. Тогда-то Джозеф и рассказывает Соломону, что Маркус не погиб при падении со скалы. Он жив и поныне, но не Божьей волей. Упав с обрыва, Маркус был сильно покалечен и впал в кому. Долгие годы священники и лекари пытались вернуть его к жизни, но безрезультатно. Отчаявшийся Джозеф пригласил Малахию, пообещав все, что у него есть, в обмен на жизнь сына. Так и случилось. Маркус Кейн очнулся, но изменился, став рабом Малахии. Теперь он разносит чуму и зло, обращая прикосновением людей в своих рабов, а изуродованное при падении лицо стал скрывать под маской, став Оверлордом. Напоследок Джозеф просит сына застрелить его, чтобы наконец предстать перед Господним судом за свои грехи.
Соломон добирается до тронного зала замка, не встретив преграды в лице Рейдеров. Среди темных зеркал (таких же, какие были в крепости в Северной Африке), на троне сидит Малахия. Он говорит брату, что именно по милости их отца Жнец Дьявола явился тогда за Соломоном. Также в зале стоит клетка, в которой держат Мередит. Она предупреждает, что метка и все остальное — это капкан для Соломона, а в конце зала стоит огромное зеркало с запертым внутри демоном. Далее Соломон вступает в схватку с Маркусом и срывает с него маску под которой скрыто его искаженное лицо. В конце своей дуэли Маркус оказывается охваченным огнём и в конечном итоге подставляет шею под меч брата, чтобы тот наконец завершил его страдания. Как оказалось, Мередит нужна Малахии из-за её невинной крови, которая может впустить демона в этот мир. Кульминационным становится момент, когда Малахия прикрывается Мередит, приставив кинжал к её шее, а Соломон стреляет ему в голову из пистолета, тем самым пролив кровь нечестивца на зеркало. Демон и Малахия низвергаются через зеркало в Ад, Рейдеры теряют свою силу и разбегаются, вновь став обычными людьми, а Соломон Кейн, исполнивший свою клятву перед Уильямом Кроуторном, получает божественное прощение.
В конце Соломон стоит перед могилами отца и брата на том самом утесе, откуда некогда начался его путь, говоря, что Зло покинуло Англию, а Мередит и Катерина Кроуторны отправились в Новый Свет, как того хотел Уильям. Напоследок Соломон Кейн дает новую клятву, что Темные Времена господства Зла и Темной Магии ушли навсегда, а он сам будет использовать свой опыт и знания в борьбе с ведьмами, монстрами и им подобным.

## В ролях
- Джеймс Пьюрфой — Соломон Кейн
- Макс фон Сюдов — Джозеф Кейн, отец Соломона
- Рэйчел Хёрд-Вуд — Мередит Кроуторн
- Маккензи Крук — отец Майкл
- Джейсон Флеминг — Малахай
- Элис Криге — Катерина Кроуторн
- Пит Постлетуэйт — Уильям Кроуторн
- Иэн Уайт — демон
- Сэмюел Рукин[англ.] — Маркус Кейн/Оверлорд

## Создание фильма
Первоначально главная роль была предложена французскому актёру Кристоферу Ламберту, известному по кинокартине «Горец», и он всерьёз рассматривал её, однако 1 октября 2007 года было объявлено, что Джеймс Пьюрфой сыграет Кейна.
Съёмки начались 14 января 2008 года в Праге (Чехия) на студии «Баррандов». Джеймс Пьюрфой во время съёмок получил травму, и ему пришлось наложить пять швов. В своём блоге режиссёр сказал о Пьюрфое, что «восхищается его работой; он отдаёт для неё душу и сердце. Он в великолепной физической форме, а его эпизоды боёв на мечах, сыгранные им, просто блестящи». 16 апреля режиссёр разместил сообщение о том, что съёмки фильма закончены. Также он написал, что всё готово для будущих частей трилогии, которые будут ближе к оригинальным сюжетам Говарда. Бюджет фильма составил 40 миллионов долларов.